# Santo Condorelli
Santo Condorelli (Kita Hiroshima, 17 januari 1995) is een Canadese zwemmer.

## Carrière
Bij zijn internationale debuut, op de Pan-Amerikaanse Spelen 2015 in Toronto, veroverde Condorelli de zilveren medaille op de 100 meter vrije slag en de bronzen medaille op de 100 meter vlinderslag. Op de 4x100 meter vrije slag legde hij samen met Karl Krug, Evan Van Moerkerke en Yuri Kisil beslag op de zilveren medaille, samen met Russell Wood, Richard Funk en Yuri Kisil sleepte hij de bronzen medaille in de wacht op de 4x100 meter wisselslag. Op de wereldkampioenschappen zwemmen 2015 in Kazan eindigde de Canadees als vierde op de 100 meter vrije slag, daarnaast werd hij uitgeschakeld in de halve finales van de 50 meter vlinderslag. Op de 4x100 meter vrije slag eindigde hij samen met Yuri Kisil, Karl Krug en Evan Van Moerkerke op de achtste plaats, samen met Russell Wood, Richard Funk en Yuri Kisil strandde hij in de series van de 4x100 meter wisselslag. Op de gemengde 4x100 meter vrije slag behaalde hij samen met Yuri Kisil, Chantal van Landeghem en Sandrine Mainville de bronzen medaille.

## Internationale toernooien
| Jaar | Olympische Spelen | WK langebaan | WK kortebaan | PanPacs | Gemenebestspelen | Pan-Ams                                                                    |
| ---- | ----------------- | --- | ------------ | ------- | ---------------- | -------------------------------------------------------------------------- |
| 2015 |                   | 4e 100m vrije slag · 9e 50m vlinderslag · 8e 4x100m vrije slag · 13e 4x100m wisselslag · 4x100m vrije slag gemengd |              |         |                  | 100m vrije slag · 100m vlinderslag · 4x100m vrije slag · 4x100m wisselslag |

## Persoonlijke records
Bijgewerkt tot en met 4 december 2015
Langebaan
| Afstand          | Tijd  | Datum           | Plaats      |
| ---------------- | ----- | --------------- | ----------- |
| 50m vrije slag   | 22,04 | 3 december 2015 | Federal Way |
| 100m vrije slag  | 47,98 | 14 juli 2015    | Toronto     |
| 50m vlinderslag  | 23,30 | 2 augustus 2015 | Kazan       |
| 100m vlinderslag | 52,41 | 4 december 2015 | Federal Way |